# Archie Barnes
Archie Barnes (* 2006 in London) ist ein britischer Schauspieler. 

## Leben und Karriere
Barnes ist ein Sohn der Schauspielerin Helena Calvert, die etwa in  Emmerdale und Heartbeat spielte, und hat zwei Geschwister. Er wurde neun Wochen zu früh geboren und verblieb fünf Wochen nach der Geburt im Londoner Guy’s Hospital. Barnes besuchte eine Ganztagsschule im Londoner Bezirk Croydon. Nach Eigenaussage hatte er zunächst bei Schulaufführungen Angst, auf der Bühne zu stehen, bis er mit neun Jahren einen Schauspielpreis der Schule erhielt. Anschließend begann seine Mutter, ihn zu Vorsprechen mitzunehmen. Er hatte sein professionelles Theaterdebüt 2016 mit zehn Jahren in Bugsy Malone im Lyric Theatre und sein Filmdebüt 2018 in Ein Mops zum Verlieben. Seinen Durchbruch hatte er 2021/22 durch den Netflix-Film Die Ausgrabung als Sohn der Rolle von Carey Mulligan, auf den der Blockbuster The Batman mit der Rolle des Sohns des Bürgermeisters folgte. Größere internationale Bekanntheit erlangte er 2024 in der zweiten Staffel von House of the Dragon, in der er neben Matt Smith auftrat.

## Theaterauftritte
- 2016: Bugsy Malone (Lyric Theatre)
- 2019: All My Sons (Old Vic Theatre)
- 2023: Phaedra (Royal National Theatre)

## Filmografie
- 2018: Ein Mops zum Verlieben (Patrick)
- 2021: Die Ausgrabung (The Dig)
- 2022: The Batman
- 2023: Stonehouse (Miniserie, 3 Episoden)
- 2024: House of the Dragon (Fernsehserie, 2 Episoden)
- 2024: Dune: Prophecy (Miniserie, 1 Episode)